# عسكر عسكروف
عسكر عسكروف (بالروسية: Аскар Сайпулаевич Аскаров؛ مواليد 9 أكتوبر 1992) هو مُقاتل فنون قتالية مختلطة ومصارع حر روسي محترف روسي. يُنافس في وزن الذبابة في بطولة أخمات المطلقة. بدأ عسكروف مسيرته الاحترافية عام 2013، وشارك سابقًا في يو إف سي. كان بطلًا سابقًا في بطولة أخمات المطلقة لوزن الذبابة. كما فاز عسكروف بالميدالية الذهبية في المصارعة الحرة لوزن 61 كجم في دورة الألعاب الأولمبية الصيفية للصم 2017.

## الحياة الشخصية
وُلِد عسكروف لعائلة أخفاخية في 9 أكتوبر 1992، في قرية كاميش-كوتان في منطقة أخواخ في داغستان، وهي جمهورية تتمتع بالحكم الذاتي داخل الاتحاد الروسي.
كما وُلِد عسكروف أصمًا، ورغم تحسن سمعه، إلا أنه لا يستطيع سماع سوى ما يقرب من 20% من الأصوات التي يستطيع معظم الناس سماعها، مما يعني أنه لا يستطيع سماع التعليمات من فريقه أثناء القتال. مثّل عسكروف روسيا كجزء من فريق المصارعة الوطني للصم، بما في ذلك في دورة الألعاب الأولمبية الصيفية للصم في سامسون، تركيا عام 2017، حيث فاز بالميدالية الذهبية.

## المسيرة في مصارعة الإخضاع
واجه عسكروف روجيريو بونتورين في أدكس 10 في 31 مايو 2025. وفاز بالنزال بقرار القضاة بالإجماع.

## البطولات والإنجازات

### فنون القتال المختلطة
- بطولة أخمات المطلقة
  - بطولة أخمات المطلقة لوزن الذبابة (مرة واحدة، الأول)[8][9][10]
    - دفاعان ناجحان عن اللقب

### المصارعة الحرة
- الألعاب الأولمبية الصيفية للصم 2017
  - الميدالية الذهبية – 61 كغ[5]
- بطولة العالم لمصارعة الصم 2018
  - الميدالية البرونزية – 61 كغ[11]

## سجل فنون القتال المختلطة
| السجل المهني |        |         |
| 17 نزال      | 15 فوز | 1 خسارة |
| ضربة قاضية   | 4      | 0       |
| إخضاع        | 7      | 0       |
| قرار القضاة  | 4      | 1       |
| تعادل        | 1      | 1       |

| النتيجة | السجل  | الخصم                | الطريقة                      | الحدث                                                                   | التاريخ        | الجولة | الوقت | المكان                             | الملاحظات                                                                    |
| ------- | ------ | -------------------- | ---------------------------- | ----------------------------------------------------------------------- | -------------- | ------ | ----- | ---------------------------------- | ---------------------------------------------------------------------------- |
| فاز     | 15–1–1 | آلان جوميز دي كاسترو | قرار القضاة (بالإجماع)       | إيه سي إيه 166                                                          | 24 نوفمبر 2023 | 3      | 5:00  | سانت بطرسبرغ، روسيا                |                                                                              |
| خسر     | 14–1–1 | كيا كارا فرانس       | قرار القضاة (بالإجماع)       | يو إف سي على إي إس بي إن: بلايدز ضد دوكوس                               | 26 مارس 2022   | 3      | 5:00  | كولومبوس، أوهايو، الولايات المتحدة |                                                                              |
| فاز     | 14–0–1 | جوزيف بينافيدز       | قرار القضاة (بالإجماع)       | يو إف سي 259                                                            | 6 مارس 2021    | 3      | 5:00  | لاس فيغاس، الولايات المتحدة        | نزال في وزن خاص (127 رطل)؛ عسكروف أخفق في تحقيق الوزن.                       |
| فاز     | 13–0–1 | ألكسندر بانتوجا      | قرار القضاة (بالإجماع)       | يو إف سي ليلة القتال: فيغيريدو ضد بينافيدز 2                            | 19 يوليو 2020  | 3      | 5:00  | أبو ظبي، الإمارات العربية المتحدة  |                                                                              |
| فاز     | 12–0–1 | تيم إليوت            | قرار القضاة (بالإجماع)       | يو إف سي 246                                                            | 18 يناير 2020  | 3      | 5:00  | لاس فيغاس، الولايات المتحدة        |                                                                              |
| تعادل   | 11–0–1 | براندون مورينو       | تعادل (بالانقسام)            | يو إف سي ليلة القتال: رودريغيز ضد ستيفنس                                | 21 سبتمبر 2019 | 3      | 5:00  | مدينة مكسيكو، المكسيك              |                                                                              |
| فاز     | 11–0   | رسول الباشخانوف      | إخضاع فني (خنق المقصلة)      | إيه بي سي 86                                                            | 5 مايو 2018    | 2      | 1:59  | موسكو، روسيا                       | دافع عن لقب بطولة أخمات المطلقة لوزن الذبابة                                 |
| فاز     | 10–0   | أنتوني ليون          | إخضاع (تويستر)               | إيه بي سي 58                                                            | 22 أبريل 2017  | 3      | 2:41  | خاسافيورت، روسيا                   | دافع عن لقب بطولة أخمات المطلقة لوزن الذبابة                                 |
| فاز     | 9–0    | خوسيه ماريا تومي     | إخضاع (خنق الأناكوندا)       | إيه بي سي 48                                                            | 22 أكتوبر 2016 | 5      | 1:57  | موسكو، روسيا                       | فاز بالنسخة الافتتاحية من لقب بطولة أخمات المطلقة لوزن الذبابة. قتال الليلة. |
| فاز     | 8–0    | رسلان أبيلتاروف      | إخضاع (خنق خلفي عاري)        | إيه بي سي 38                                                            | 20 مايو 2016   | 2      | 1:37  | روستوف على نهر الدون، روسيا        | إخضاع الليلة.                                                                |
| فاز     | 7–0    | مارسين لاسوتا        | ضربة فنية قاضية (باللكمات)   | إيه بي سي 29                                                            | 6 فبراير 2016  | 2      | 3:35  | وارسو، بولندا                      |                                                                              |
| فاز     | 6–0    | كيريل ميدفيدوفسكي    | إخضاع (خنق خلفي عاري)        | إيه بي سي 22                                                            | 12 سبتمبر 2015 | 3      | 3:56  | سانت بطرسبرغ، روسيا                |                                                                              |
| فاز     | 5–0    | فياتشيسلاف جاجيف     | ضربة فنية قاضية (باللكمات)   | إيه بي سي 17                                                            | 12 مايو 2015   | 2      | 1:56  | غروزني، روسيا                      |                                                                              |
| فاز     | 4–0    | فاخا قديروف          | ضربة فنية قاضية (باللكمات)   | نزال خاسافيورت: كأس داغستان المفتوحة للفنون القتالية المختلطة 2014      | 21 يونيو 2014  | 1      | 3:15  | داغستان، روسيا                     |                                                                              |
| فاز     | 3–0    | إلفين عباسوف         | إخضاع فني (الضغط على الذراع) | غراند يوروبيان إف سي: أضواء باكو 2                                      | 15 فبراير 2014 | 2      | 3:45  | باكو، أذربيجان                     |                                                                              |
| فاز     | 2–0    | كفانزاكوف كانتيمير   | ضربة فنية قاضية (باللكمات)   | نادي سبارتا للفنون القتالية: فريق سوسنوفي بور ضد فريق لينينغراد أوبلاست | 8 ديسمبر 2013  | 1      | 2:14  | سوسنوفاي بور، روسيا                |                                                                              |
| فاز     | 1–0    | شامل أميروف          | إخضاع (خنق خلفي عاري)        | دوري القوقاز: معركة أوماخان الكبرى                                      | 7 يوليو 2013   | 2      | 2:05  | خونزاخ، روسيا                      | أول ظهور في وزن الذبابة.                                                     |

## وصلات خارجية
- عسكر عسكروف على موقع يو إف سي (الإنجليزية)
- عسكر عسكروف على موقع يو إف سي (الإنجليزية)
- عسكر عسكروف على موقع شيردوغ (الإنجليزية)
- عسكر عسكروف على موقع Tapology.com (الإنجليزية)